# Wendy Hoyte
Wendy Patricia Hoyte z domu Clarke (ur. 17 grudnia 1957 w Londynie) – brytyjska lekkoatletka, sprinterka, wicemistrzyni Europy i mistrzyni igrzysk Wspólnoty Narodów, olimpijka.

## Kariera sportowa
Na igrzyskach Wspólnoty Narodów reprezentowała Anglię, a na pozostałych dużych imprezach międzynarodowych Wielką Brytanię.
Zdobyła srebrny medal w biegu na 200 metrów oraz brązowy medal w biegu na 100 metrów na mistrzostwach Europy juniorów w 1975 w Atenach.
Wystąpiła w sztafecie 4 × 100 metrów na igrzyskach olimpijskich w 1976 w Montrealu, zajmując wraz z koleżankami 8. miejsce w biegu finałowym. Na igrzyskach Wspólnoty Narodów w 1978 w Edmonton zajęła 8. miejsce w biegu na 100 metrów. Zajęła 4. miejsce w biegu na 60 metrów na halowych mistrzostwach Europy w 1979 w Wiedniu. Była rezerwową zawodniczką w sztafecie 4 × 100 metrów na igrzyskach olimpijskich w 1980 w Moskwie. Na halowych mistrzostwach Europy w 1981 w Grenoble zajęła 6. miejsce w biegu na 50 metrów.
Zdobyła brązowy medal w biegu na 60 metrów na halowych mistrzostwach Europy w 1982 w Mediolanie, przegrywając jedynie z Marlies Göhr z Niemieckiej Republiki Demokratycznej i Sofką Popową z Bułgarii. Na mistrzostwach Europy w 1982 w Atenach wywalczyła srebrny medal w sztafecie 4 × 100 metrów (sztafeta brytyjska biegła w składzie: Hoyte, Kathy Smallwood, Beverley Callender i Shirley Thomas) oraz zajęła 8. miejsce w finale biegu na 100 metrów. Zwyciężyła w sztafecie 4 × 100 metrów (skład sztafety Anglii: Hoyte, Smallwood, Callender i Sonia Lannaman), a także zajęła 5. miejsce w biegu na 100 metrów na igrzyskach Wspólnoty Narodów w 1982 w Brisbane.
Powróciła do rywalizacji po przerwie spowodowanej urodzeniem dziecka. Zajęła 5. miejsce w sztafecie 4 × 100 metrów na mistrzostwach Europy w 1986 w Stuttgarcie oraz 5. miejsce w biegu na 60 metrów na halowych mistrzostwach Europy w 1987 w Liévin. Na halowych mistrzostwach świata w 1987 w Indianapolis odpadła w półfinale biegu na 60 metrów, a na mistrzostwach świata w 1987 w Rzymie w eliminacjach sztafety 4 × 100 metrów.
Wendy Hoyte była mistrzynią Wielkiej Brytanii (AAA) w biegu na 100 metrów w 1981 i 1982 oraz brązową medalistką w biegu na 200 metrów w 1975 i 1977, a także halową mistrzynią w biegu na 60 metrów w latach 1977 i 1980–1982 oraz wicemistrzynią  na tym dystansie w l979 i 1986. Była również wicemistrzynią UK Championships w biegu na 100 metrów w 1986 oraz brązową medalistką w tej konkurencji w 1977 i 1978.
Czterokrotnie poprawiała rekord Wielkiej Brytanii w sztafecie 4 × 100 metrów do wyniku 43,44 s uzyskanego 30 lipca 1976 w Montrealu.
Rekordy życiowe Hoyte:
- bieg na 50 metrów (hala) – 6,21 s (22 lutego 1981, Grenoble)
- bieg na 60 metrów (hala) – 7,20 s (22 lutego 1987, Liévin)
- bieg na 100 metrów – 11,31 s (4 października 1982, Brisbane)
- bieg na 200 metrów – 23,48 s (7 czerwca 1975, Crystal Palace)

## Rodzina
Jej synowie Justin i Gavin byli piłkarzami, młodzieżowymi reprezentantami Anglii i reprezentantami Trynidadu i Tobago.